# شاهر الحسيني
شاهر الحسيني مولود في جدة، السعودية، هو لاعب كرة قدم سعودي.
احترف في الدوري الألماني الدرجة الرابعة في نادي إرلانجن بروك واحترف في البرتغال في نادي فيتوريا سيتوبال و نادي ماريتيمو ووقع عقد مع نادي الوحدة ولكن لم يلعب معهم.